# Volkswagen Tayron
La Volkswagen Tayron est un SUV compact produit par le constructeur automobile allemand Volkswagen à partir de 2018. La première génération est destinée au marché chinois. La seconde génération sortie en 2024 est la version 7 places de la Volkswagen Tiguan III et remplace la Tiguan Allspace, version 7 places de la seconde génération de Volkswagen Tiguan.

## Deuxième génération

### Présentation

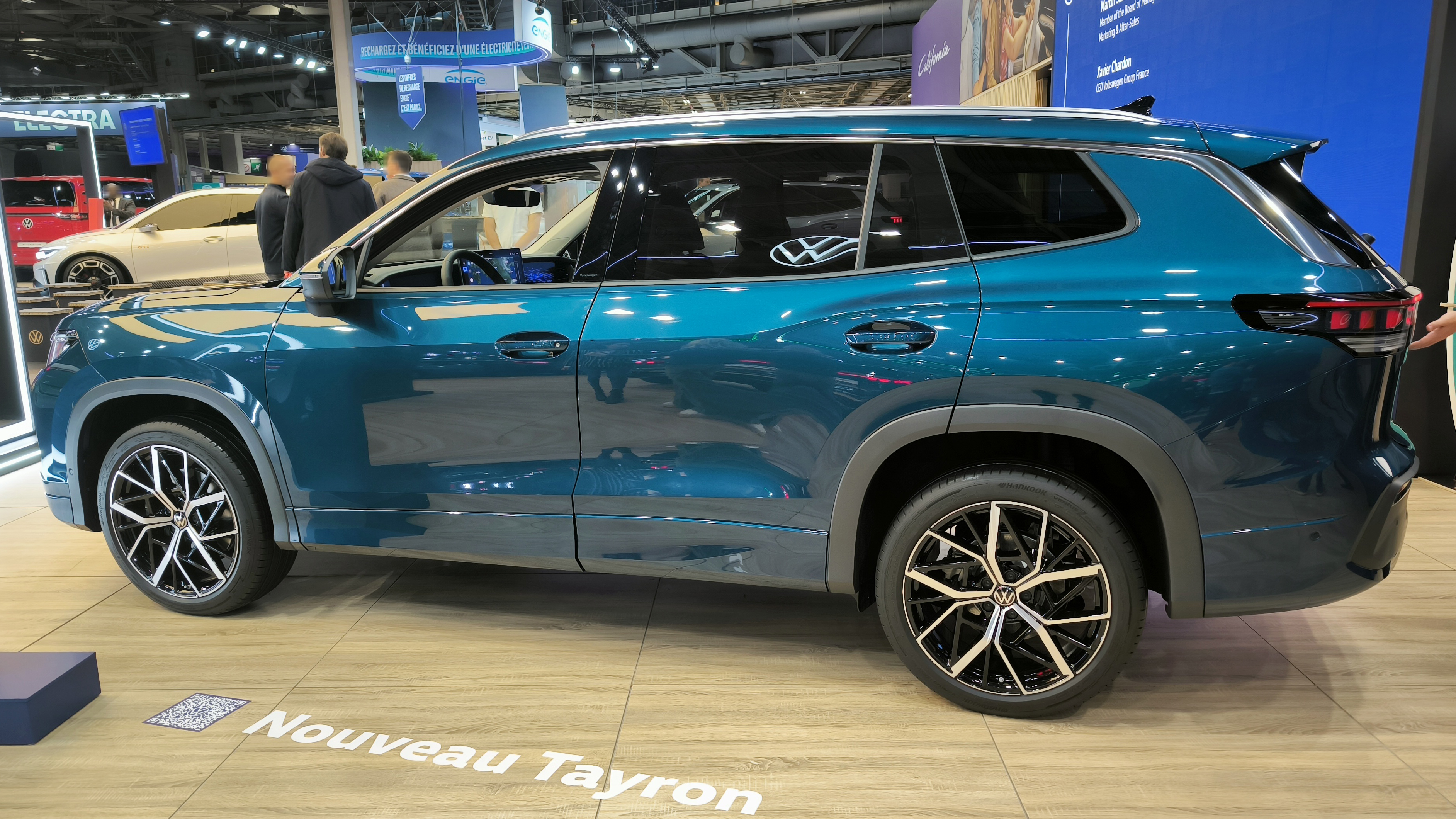
Volkswagen Tayron au Mondial de l'automobile de Paris 2024

La Volkswagen Tayron est dévoilée le 10 octobre 2024 puis présentée au Mondial de l'automobile de Paris 2024.

### Caractéristiques techniques
La Tayron repose sur la plateforme technique modulaire MQB Evo du Groupe Volkswagen.

#### Motorisations
- 4-cyl. 2.0 TSI 204 ch[5]
- 4-cyl. 2.0 TSI 265 ch
- 4-cyl. 2.0 TDI 150 ch
- 4-cyl. 2.0 TDI 193 ch
- 4-cyl. 1.5 eHybrid 204 ch
- 4-cyl. 1.5 eHybrid 272 ch
- 4-cyl. 1.4 eTSI 130 ch
- 4-cyl. 1.4 eTSI 150 ch